# 音楽のような風
「音楽のような風」（おんがくのようなかぜ）は、1985年8月5日に発売されたEPOの8枚目のシングル。発売元はDear heart / MIDI。

## 概要
タイトルトラック「音楽のような風」は、ビクター "DYNAREC"（ダイナレック）ビデオテープ・CFソングとして使用された。失恋を主題とした曲らしい切ない感じのメロディーに加え、清水信之の手による心地よいアレンジも手伝って、タイトルを意識した軽やかさを出すことにも成功した1曲となっている。この曲はEPOがデビュー15周年を迎えた1995年にアコースティック・ヴァージョンによるライブ録音が行われ、同年9月に発売されたライブ・アルバム『UVΛ』に収録された。
カップリングの「擬似恋人達の夜」は、アルバム『HARMONY』からのシングルカット。

## 収録曲
| 全作詞・作曲: EPO、全編曲: 清水信之。 |                    |      |            |      |
| #                                     | タイトル           | 作詞 | 作曲・編曲 | 時間 |
| 1.                                    | 「音楽のような風」 | EPO  | EPO        | 4:13 |
| 2.                                    | 「擬似恋人達の夜」 | EPO  | EPO        | 5:07 |
| 合計時間:                             | 合計時間:          | 9:20 |            |      |

## リリース日一覧
| 地域 | リリース日   | レーベル         | 規格               | 規格品番 | 備考 |
| ---- | ------------ | ---------------- | ------------------ | -------- | ---- |
| 日本 | 1985年8月5日 | Dear heart / RVC | 7"シングルレコード | MIS-6    |      |

## カバー
| 曲名           | アーティスト           | 収録作品                                              | 発売日         |
| -------------- | ---------------------- | ----------------------------------------------------- | -------------- |
| 音楽のような風 | 東京サンセットガールズ | アルバム『Photograph』                                | 2012年6月27日  |
| 音楽のような風 | 野宮真貴               | アルバム『男と女 ～野宮真貴、フレンチ渋谷系を歌う。』 | 2016年8月31日  |
| 音楽のような風 | 東京ブラススタイル     | アルバム『日本の宝』                                  | 2020年11月18日 |

## 参考資料
- オリコン『SINGLE CHART-BOOK COMPLETE EDITION 1968-2005』オリコン・マーケティング・プロモーション、2006年4月。ISBN 9784871310765。
- 長井英治:監修『日本の女性シンガー・ソングライター』シンコーミュージック・エンタテイメント〈ディスク・コレクション〉、2013年4月。ISBN 978-4401638048。